# Franz III. (Bretagne)
François de France (* 28. Februar 1518 auf Schloss Amboise; † 10. August 1536 auf Schloss Tournon) war der Sohn des französischen Königs Franz I. und der Herzogin der Bretagne Claude de France. In seiner Eigenschaft als ältester Sohn des Königs und präsumtiver Thronfolger trug er den Titel Dauphin von Frankreich.

Wappen Françoisʼ

François wurde am 25. April 1519 in Amboise getauft, die Dekorationen für die Tauffeier stammen von Leonardo da Vinci. Durch den Tod seiner Mutter 1524 erbte er das Herzogtum Bretagne. Die Ständeversammlung (États) der Bretagne anerkannte ihn umgehend als Herzog und nahm damit seinem Vater, dem König, die Möglichkeit, ihn selber einzusetzen.
Im Jahr darauf geriet sein Vater bei der Schlacht von Pavia (1525) in die Gefangenschaft von Kaiser Karl V. und wurde nur im Austausch gegen Franz und seinen jüngeren Bruder Heinrich freigelassen. Am 15. März 1526 wurden die beiden Brüder an der spanisch-französischen Grenze übergeben. Sie blieben vier Jahre, bis 1530, in Spanien.
Am Vorabend der Verkündung der Vereinigung der bis dahin relativ selbständigen Bretagne mit Frankreich in Nantes, am 14. August 1532, wurde Franz zum Herzog gekrönt. In diesem Zusammenhang trat er aus dem französischen Ordre de Saint-Michel aus und in den bretonischen Hermelinorden ein. Seinen Eid als Herzog sprach er auf Französisch und Bretonisch. Weitere Aktivitäten Franz’ in dieser Richtung brachten den König dazu, ihn aus der Bretagne zu entfernen. Er regierte niemals seine Territorien und kam auch nicht in den Genuss der Einkünfte, die in die königliche Kasse gingen.
Herzog Franz III. starb achtzehnjährig, elf Jahre vor seinem Vater, am 10. August 1536 auf Schloss Tournon an der Rhone, nachdem er ein Glas Wasser getrunken hatte. Er war nicht verheiratet und auch nicht verlobt, ohne legitime oder illegitime Nachkommen. Er wurde in der Pariser Basilika Saint-Denis bestattet. Auf seine Stelle als Thronfolger und Herzog der Bretagne rückte sein Bruder Henri nach.
Graf Montecuccoli, sein Sekretär, wurde angeklagt, ihn im Dienst Kaiser Karls vergiftet zu haben. Bei einer Durchsuchung seines Quartiers wurden verschiedene Gifte gefunden und unter der Folter gestand er den Mord. Bei den Historikern ist die These vom Tod durch Gift jedoch umstritten.